# Фахрутдін Алі Ахмед
Фахрутдін Алі Ахмед (асс. ফখৰুদ্দিন আলি আহমেদ, гінді फ़ख़रुद्दीन अली अहमद) — індійський державний діяч, президент Індії від серпня 1974 до 11 лютого 1977 року.

## Життєпис
Його батько був першим асамцем і першою людиною Північно-Східної Індії, яка здобула докторський ступінь. Ахмед здобував середню освіту у державній школі округу Гонда в Індії, потім вивчав історію у Кембриджському університеті, який закінчив 1927 року.
Після повернення на батьківщину був обраний до законодавчого органу Ассаму (1935). Після початку Другої світової війни 1939 року Індійський національний конгрес пішов на конфронтацію з британською владою, в результаті чого Ахмед був ув'язнений на рік. Невдовзі після звільнення знову був засуджений до ув'язнення на три з половиною роки та був звільнений у квітні 1945 року. 1946 року отримав пост генерального адвоката Ассаму, який займав упродовж шести років.
Після здобуття Індією незалежності був обраний до складу Радж'я Сабха (1952-1953). Прем'єр-міністр Індіра Ганді включила Ахмеда до свого першого кабінету у січні 1966. У подальшому обирався до складу Лок Сабха у 1967 та 1971 роках. 1974 року став п'ятим президентом Індії.
У лютому 1977 року помер через серцевий напад.